# Weinmannia richii
Weinmannia richii é uma espécie de planta da família Cunoniaceae.
É endémica das Fiji.